# Fotbal Club Sheriff Tiraspol 2017
Questa voce raccoglie le informazioni riguardanti lo Sheriff Tiraspol nelle competizioni ufficiali della stagione 2017.

## Maglie e sponsor
Il fornitore tecnico per la stagione 2017 è Adidas. Lo sponsor di maglia è IDC.
| 1ª divisa | 2ª divisa |

## Rosa
| N. |                         | Ruolo | Calciatore        |
| -- | ----------------------- | ----- | ----------------- |
| 1  | Croazia (bandiera)      | P     | Zvonimir Mikulić  |
| 3  | Moldavia (bandiera)     | D     | Ion Jardan        |
| 4  | Moldavia (bandiera)     | D     | Petru Racu        |
| 6  | Brasile (bandiera)      | D     | Victor Oliveira   |
| 8  | Curaçao (bandiera)      | C     | Jeremy de Nooijer |
| 9  | Montenegro (bandiera)   | A     | Stefan Mugoša     |
| 10 | Brasile (bandiera)      | A     | Jairo da Silva    |
| 11 | Norvegia (bandiera)     | A     | Zlatko Tripić     |
| 12 | Moldavia (bandiera)     | P     | Maxim Bardîș      |
| 14 | Burkina Faso (bandiera) | C     | Wilfried Balima   |
| 15 | Brasile (bandiera)      | C     | Cristiano         |
| 18 | Moldavia (bandiera)     | C     | Gheorghe Anton    |
| 20 | Burkina Faso (bandiera) | C     | Cyrille Bayala    |

| N. |                                 | Ruolo | Calciatore        |
| -- | ------------------------------- | ----- | ----------------- |
| 23 | Slovacchia (bandiera)           | D     | Dionatan Teixeira |
| 24 | Camerun (bandiera)              | C     | Jessie Guera Djou |
| 25 | Moldavia (bandiera)             | P     | Serghei Juric     |
| 30 | Croazia (bandiera)              | C     | Josip Brezovec    |
| 32 | Moldavia (bandiera)             | A     | Evgheni Oancea    |
| 33 | Moldavia (bandiera)             | C     | Mihail Caimacov   |
| 35 | Croazia (bandiera)              | D     | Ante Kulušić      |
| 37 | Moldavia (bandiera)             | D     | Vitalie Bordian   |
| 39 | Belgio (bandiera)               | C     | Ziguy Badibanga   |
| 55 | Bosnia ed Erzegovina (bandiera) | D     | Mateo Sušić       |
| 77 | Bielorussia (bandiera)          | C     | Juryj Kendyš      |
| 90 | Moldavia (bandiera)             | D     | Veaceslav Posmac  |
| 99 | Moldavia (bandiera)             | A     | Vitalie Damașcan  |

## Calciomercato
| Acquisti | Acquisti           | Acquisti           | Acquisti      |
| R.       | Nome               | da                 | Modalità      |
| -------- | ------------------ | ------------------ | ------------- |
| P        | Zvonimir Mikulić   | Osijek             | prestito      |
| D        | Cristiano          | Volta Redonda      | prestito      |
| D        | Ante Kulušić       | Rijeka             | svincolato    |
| D        | Valerii Macrițchii | Speranța Nisporeni | fine prestito |
| D        | Veaceslav Posmac   | Dacia Chișinău     | definitivo    |
| D        | Petru Racu         | Milsami Orhei      | definitivo    |
| C        | Gheorghe Anton     | Zimbru Chișinău    | definitivo    |
| C        | Jeremy de Nooijer  | Levski Sofia       | definitivo    |
| C        | Jessie Guera Djou  | Accra Lions        | prestito      |
| C        | Juryj Kendyš       | BATĖ Borisov       | prestito      |
| A        | Jairo da Silva     | PAOK               | prestito      |
| A        | Stefan Mugoša      | Monaco 1860        | svincolato    |
| A        | Vadim Paireli      | Dugopolje          | fine prestito |
| A        | Zlatko Tripić      | Greuther Fürth     | svincolato    |

| Cessioni | Cessioni           | Cessioni           | Cessioni      |
| R.       | Nome               | a                  | Modalità      |
| -------- | ------------------ | ------------------ | ------------- |
| P        | Alexei Koșelev     | Politehnica Iași   | definitivo    |
| D        | Igor Bondarenco    | Speranța Nisporeni | prestito      |
| D        | Artur Crăciun      | Milsami Orhei      | prestito      |
| D        | Valerii Macrițchii | Petrocub Hîncești  | prestito      |
| D        | Maxim Potîrniche   | Petrocub Hîncești  | definitivo    |
| D        | Artiom Rozgoniuc   | Petrocub Hîncești  | prestito      |
| D        | Vujadin Savić      | Stella Rossa       | svincolato    |
| D        | Serghei Svinarenco | Petrocub Hîncești  | prestito      |
| C        | Cyrille Bayala     | Lens               | definitivo    |
| C        | Radu Gînsari       | Hapoel Haifa       | svincolato    |
| C        | Khalifa Jabbie     |                    | svincolato    |
| C        | Ibrahim Koné       | Saxan              | fine prestito |
| C        | Zoran Kvržić       | Rijeka             | fine prestito |
| C        | Ivan Urvanțev      | Petrocub Hîncești  | prestito      |
| C        | Seidu Yahaya       |                    | svincolato    |
| A        | Vladimir Ambros    | Petrocub Hîncești  | fine prestito |
| A        | Joálisson          | Politehnica Iași   | prestito      |
| A        | Andrei Macrițchii  | Petrocub Hîncești  | prestito      |
| A        | Vadim Paireli      | Petrocub Hîncești  | prestito      |
| A        | Eugeniu Rebenja    | Speranța Nisporeni | prestito      |
| A        | Ricardinho         | Stella Rossa       | svincolato    |

## Risultati

### Divizia Națională

#### Girone d'andata
| Arbitro: | Tean (Chișinău) |

|                                                                 |           |  |
| Mugoša 43’ Racu 45’ Damașcan 51’ Brezovec 58’ (rig.) Posmac 72’ | Marcatori |  |

| Arbitro: | Ivancenco (Bălți) |

|                  |           |              |
| Anton 10’ (aut.) | Marcatori | 43’ Brezovec |

| Arbitro: | Tupicica (Ialoveni) |

|                         |           |                              |
| Damașcan 13’ Bayala 37’ | Marcatori | 27’ Monday 90’ Jean Theodoro |

| Arbitro: | Tean (Chișinău) |

|          |           |                         |
| Dima 76’ | Marcatori | 69’ Mugoša 80’ Damașcan |

| Arbitro: | Stoianov (Taraclia) |

|                        |           |                |
| Damașcan 11’, 35’, 55’ | Marcatori | 90+1’ Popovici |

| Arbitro: | Rochin (Chișinău) |

|  |           |                                  |
|  | Marcatori | 40’ Damașcan 48’ Racu 65’ Posmac |

| Arbitro: | Muntean (Tighina) |

|                                        |           |  |
| Mugoša 35’, 41’, 65’ Damașcan 53’, 56’ | Marcatori |  |

| Arbitro: | Tupicica (Ialoveni) |

|                             |           |              |
| Oancea 29’, 90+4’ Jairo 84’ | Marcatori | 79’ Andronic |

| Arbitro: | Ivancenco (Bălți) |

|               |           |                           |
| Plătică 45+1’ | Marcatori | 9’ Badibanga 24’ Damașcan |

#### Girone di ritorno
| Arbitro: | Rochin (Chișinău) |

|  |           |                        |
|  | Marcatori | 27’ Oancea 38’ Kulušić |

| Arbitro: | Stoianov (Taraclia) |

|                                          |           |                                    |
| Jairo 3’, 7’, 26’ Brezovec 28’, 64’, 77’ | Marcatori | 9’ Olisaev 41’ Pașcenco 73’ Ilescu |

| Arbitro: | Tupicica (Ialoveni) |

|                   |           |                                  |
| Jean Theodoro 15’ | Marcatori | 76’ (rig.) Jairo 90+2’ Badibanga |

| Arbitro: | Cojocaru (Chișinău) |

|                                            |           |            |
| Mugoša 19’ (rig.) Cristiano 37’ Balima 53’ | Marcatori | 76’ Ambros |

| Arbitro: | Muntean (Tighina) |

|  |           |                                                  |
|  | Marcatori | 2’, 68’ Damașcan 53’ Balima 89’ (rig.) Badibanga |

| Arbitro: | Stoianov (Taraclia) |

|            |           |               |
| Mugoša 38’ | Marcatori | 90+3’ Suvorov |

| Arbitro: | Tupicica (Ialoveni) |

|  |           |                                                |
|  | Marcatori | 36’ Kulušić 37’ Oancea 81’ Racu 90+1’ Damașcan |

| Arbitro: | Rochin (Chișinău) |

|  |           |                |
|  | Marcatori | 8’, 14’ Kendyš |

| Arbitro: | Banari (Căușeni) |

|  |           |             |
|  | Marcatori | 30’ Plătică |

### Coppa di Moldavia
| Arbitro: | Ceban (Chișinău) |

|          |           |                                         |
| Orbu 87’ | Marcatori | 14’ Brezovec 102’ Balima 105’ Badibanga |

### UEFA Champions League

#### Secondo turno preliminare
| Arbitro: | Nikolaïdīs |

|                      |           |  |
| Badibanga 79’ (rig.) | Marcatori |  |

| Arbitro: | Peljto |

|                       |           |            |
| Emini 35’ Pejić 45+1’ | Marcatori | 56’ Bayala |

#### Terzo turno preliminare
| Baku 25 luglio 2017, ore 21:00 UTC+4 Andata | Qarabağ  | 0 – 0 referto | Sheriff Tiraspol | Stadio Tofiq Bahramov (26 000 spett.)\| Arbitro: \| Cynkevič \| |
| Arbitro:                                    | Cynkevič |               |                  |                                                                 |

| Arbitro: | Reinshreiber |

|                        |           |                         |
| Badibanga 90+4’ (rig.) | Marcatori | 45+3’ Ndlovu 86’ Míchel |

### Europa League

#### Play-off
| Arbitro: | Stavrev |

|                |           |            |
| Hämäläinen 76’ | Marcatori | 87’ Bayala |

| Tiraspol 24 agosto 2017, ore 20:00 EEST Ritorno | Sheriff Tiraspol | 0 – 0 referto | Legia Varsavia | Stadio Sheriff (6 237 spett.)\| Arbitro: \| Bebek \| |
| Arbitro:                                        | Bebek            |               |                |                                                      |

#### Fase a gironi
| Olomouc 14 settembre 2017, ore 19:00 CEST Gruppo F - 1ª giornata | Fastav Zlín | 0 – 0 referto | Sheriff Tiraspol | Andrův stadion (4 499 spett.)\| Arbitro: \| Dallas \| |
| Arbitro:                                                         | Dallas      |               |                  |                                                       |

| Tiraspol 28 settembre 2017, ore 22:05 EEST Gruppo F - 2ª giornata | Sheriff Tiraspol | 0 – 0 referto | Copenaghen | Stadio Sheriff (5 070 spett.)\| Arbitro: \| Pisani \| |
| Arbitro:                                                          | Pisani           |               |            |                                                       |

| Arbitro: | Vad |

|               |           |                  |
| Badibanga 31’ | Marcatori | 17’ An. Mirančuk |

| Arbitro: | Delferière |

|            |           |                            |
| Farfán 26’ | Marcatori | 41’ Badibanga 58’ Brezovec |

| Arbitro: | Hobber Nilsen |

|           |           |  |
| Jairo 11’ | Marcatori |  |

| Arbitro: | Gözübüyük |

|                          |           |  |
| Sōtīriou 56’ Lüftner 59’ | Marcatori |  |

## Statistiche

### Statistiche di squadra
| Competizione      | Punti | In casa | In casa | In casa | In casa | In casa | In casa | In trasferta | In trasferta | In trasferta | In trasferta | In trasferta | In trasferta | Totale | Totale | Totale | Totale | Totale | Totale | DR  |
| Competizione      | Punti | G       | V       | N       | P       | Gf      | Gs      | G            | V            | N            | P            | Gf           | Gs           | G      | V      | N      | P      | Gf     | Gs     | DR  |
| ----------------- | ----- | ------- | ------- | ------- | ------- | ------- | ------- | ------------ | ------------ | ------------ | ------------ | ------------ | ------------ | ------ | ------ | ------ | ------ | ------ | ------ | --- |
| Divizia Națională | 45    | 9       | 6       | 2       | 1       | 28      | 10      | 9            | 8            | 1            | 0            | 22           | 4            | 18     | 14     | 3      | 1      | 50     | 14     | +36 |
| Coppa di Moldavia | -     | 0       | 0       | 0       | 0       | 0       | 0       | 1            | 1            | 0            | 0            | 3            | 1            | 1      | 1      | 0      | 0      | 3      | 1      | +2  |
| Champions League  | -     | 2       | 1       | 0       | 1       | 2       | 2       | 2            | 0            | 1            | 1            | 1            | 2            | 4      | 1      | 1      | 2      | 3      | 4      | -1  |
| Europa League     | 9     | 4       | 1       | 3       | 0       | 2       | 1       | 4            | 1            | 2            | 1            | 3            | 4            | 8      | 2      | 5      | 1      | 5      | 5      | 0   |
| Totale            | 54    | 15      | 8       | 5       | 2       | 32      | 13      | 16           | 10           | 4            | 2            | 29           | 11           | 31     | 18     | 9      | 4      | 61     | 24     | +37 |

### Andamento in campionato
| Giornata  | 1 | 2 | 3 | 4 | 5 | 6 | 7 | 8 | 9 | 10 | 11 | 12 | 13 | 14 | 15 | 16 | 17 | 18 |
| --------- | - | - | - | - | - | - | - | - | - | -- | -- | -- | -- | -- | -- | -- | -- | -- |
| Luogo     | C | T | C | T | C | T | C | C | T | T  | C  | T  | C  | T  | C  | T  | T  | C  |
| Risultato | V | N | N | V | V | V | V | V | V | V  | V  | V  | V  | V  | N  | V  | V  | P  |
| Posizione | 1 | 1 | 4 | 2 | 2 | 2 | 2 | 1 | 1 | 1  | 1  | 1  | 1  | 1  | 1  | 1  | 1  | 1  |

Legenda:

Luogo: C = Casa; T = Trasferta. Risultato: V = Vittoria; N = Pareggio; P = Sconfitta.